# Beau Brummell
George Bryan "Beau" Brummell (7 de junho de 1778 - 30 de março de 1840)  foi uma figura icónica na Inglaterra da Regência e, durante muitos anos, um arquétipo da moda masculina. Foi amigo íntimo do príncipe regente, o futuro rei George IV, mas as suas relações azedaram e Brummell endividou-se, tendo se refugiar em França. Acabou por morrer em Caen, na pobreza.
Brummell é recordado como o exemplo supremo do dândi e muita literatura se inspirou nos seus modos e ditos espirituosos. O seu nome continua a ser associado ao estilo e à beleza, e utilizado por uma grande variedade de marcas modernas para sugerir elevada qualidade.